# Con Razon O Sin Razon (album de Ramón Ayala)
Con Razon O Sin Razon est un album en studio de Ramón Ayala, dont la version originale a été publiée par le label DLV, en 1980, et qui a fait l'objet de multiples éditions. Il s'agit d'une première variante de l'album Mas Musica Brava qui a été publié aux États-Unis par le label Freddie Records auquel deux chansons, Vete Por Favor et « Brindo Por Ti » ont été ajoutées.
L'album contient notamment, sous le titre « Tragos Amargos » (Gorgées amères), la chanson, écrite par Freddie Martinez et Jesse Salcedo, et interprétée par Eliseo Robles, plus connue aujourd'hui sous le nom « Tragos de amargo licor » (Gorgées de liqueur amère) qui fut un grand succès et qui est devenu un classique de la chanson populaire mexicaine.

## Sources
- (en) Agustín Gurza, « Ramon Ayala Biography », sur Strachwitz Frontera Collection, Strachwitz Frontera Collection of Mexican and Mexican American Recordings, Los Angeles, Arhoolie Foundation &  UCLA Digital Library (consulté le 20151231).